# 3390 Деманет
3390 Деманет (3390 Demanet) — астероїд головного поясу, відкритий 2 березня 1984 року.
Тіссеранів параметр щодо Юпітера — 3,615.